# Al Arabiya
Al Arabiya (arabisk:العربية) er en arabisk tv-nyhedskanal, der blev grundlagt 3. marts 2003. Stationen har hovedsæde i Dubai i De Forenede Arabiske Emirater og ejes af broadcasting-selskabet Middle East Broadcasting Center og en række investorer. 
Ligesom sin konkurrent, Al Jazeera, der har base i Qatar, er Al Arabiya kendt for sin evne til at lave breaking news, ligesom stationen jævnligt bringer videobudskaber fra terrorister og militante grupper. Stationen blev etableret for at konkurrere direkte med Al Jazeera.
I januar 2007 blev stationens kontorer i Gaza ramt af en stor eksplosion få dage efter, at Al Arabiya havde bragt kritiske indslag om Hamas.